# Helmut Balzert

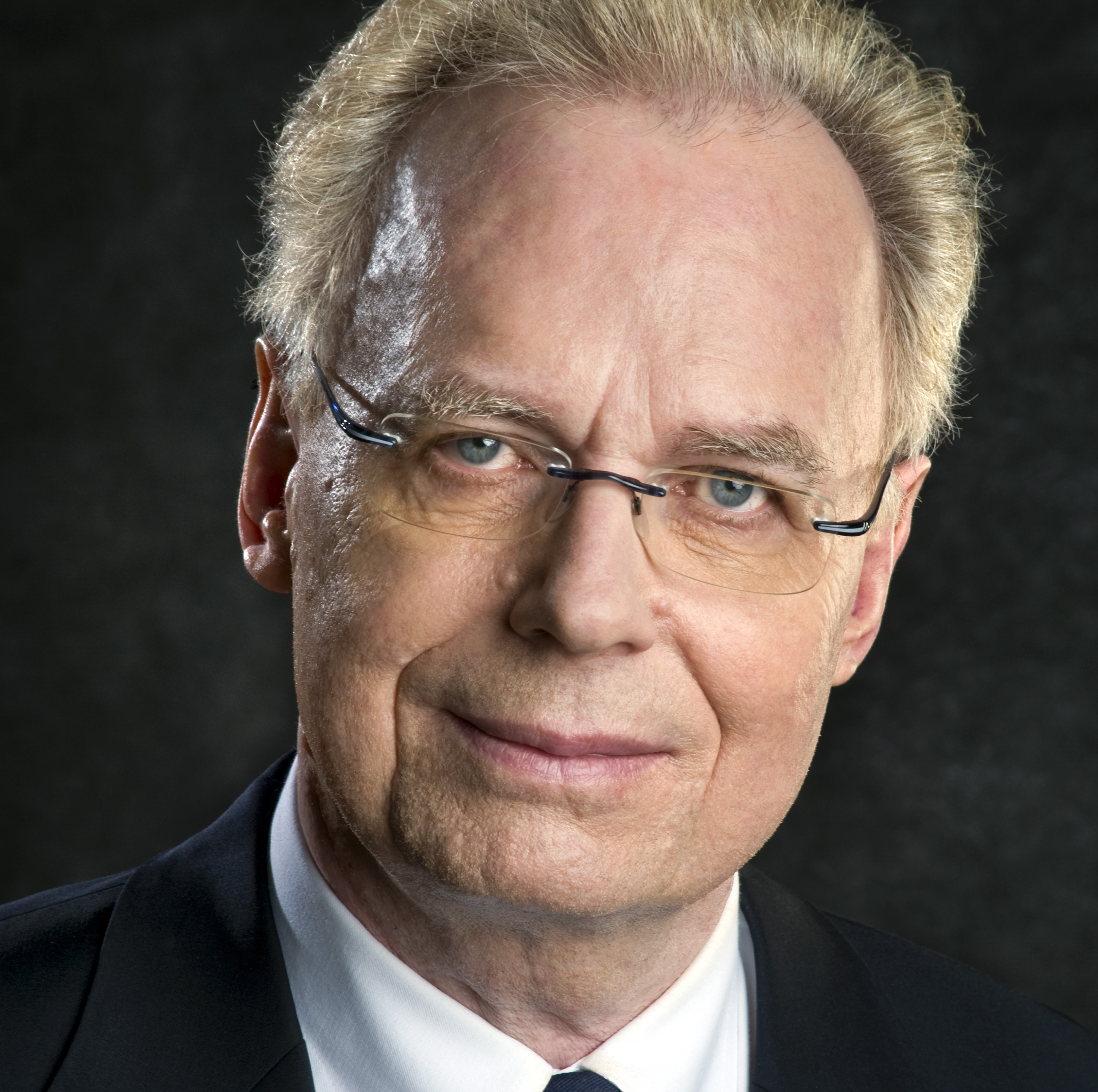
Helmut Balzert (2013)

Helmut Balzert (* 1950 in Bad Hersfeld) war Inhaber des Lehrstuhls für Software-Technik an der Fakultät für Elektrotechnik und Informationstechnik an der Ruhr-Universität Bochum.

## Leben
Von 1968 bis 1972 studierte Balzert Elektrotechnik an der TH Darmstadt, wo er 1973 sein Diplom bestand. Anschließend folgte eine knapp einjährige Industrietätigkeit in der rechnerunterstützten Entwicklung und Konstruktion bei Telefunken Computer (mittlerweile: Computer Gesellschaft Konstanz), bevor es ihn zurück an die Hochschule zog.
An der Universität Kaiserslautern arbeitete Balzert von 1974 bis 1979 als wissenschaftlicher Assistent in der Forschungsgruppe „Programmiersprachen und Compilerbau“ mit, bevor er 1979 auf dem Gebiet der „Entwurfssprachen“  promovierte. Danach war er bis 1983 Leiter der Abteilung „Software Engineering“ bei der Triumph-Adler AG in Nürnberg, wo er zum Bereichsleiter für „Neue Technologien/Basisentwicklung“ aufstieg und diese Tätigkeit bis zum Jahr 1988 ausübte.
1987 erfolgte die Habilitation an der Universität Stuttgart zum Thema Software-Ergonomie und Software Engineering. Bald danach erhielt Helmut Balzert den Lehrstuhl für Software-Technik an der Ruhr-Universität Bochum, wo er mit anderen den Aufbau des fakultätsübergreifenden Studiengangs Angewandte Informatik betrieb.
Aus dem Lehrstuhl heraus wurden 1998 das Startup „o3s Objectoriented Software Solutions & Services GmbH & Co. KG“ (2000 umbenannt in otris software AG) und 2002 das Startup W3L GmbH (Web Life Long Learning), 2012 in eine AG umgewandelt.
Balzert hat über 40 Bücher als Autor oder Co-Autor verfasst, über 150 Artikel publiziert und 5 Online-Kurse erstellt.
Zum Ende des Sommersemesters 2015 ging Balzert in Pension.
Helmut Balzert war ab 1985 für drei Jahre Mitglied des Präsidiums der Gesellschaft für Informatik, wo er die GI-Regionalgruppen gründete. Ferner war er dort Mitglied im Fachausschuss „Ergonomie in der Informatik“, dem er bis 1988 als Sprecher angehörte, sowie Experte im Fachausschuss „Software-Technologie und Informationssysteme“.
Balzert war von 1996 bis 2004 Vorsitzender und bis 2013 Mitglied des Aufsichtsrats der Schleupen AG in Moers, von 2000 bis 2010 Aufsichtsratsvorsitzender der otris software AG in Dortmund, von Dezember 2008 bis Juli 2015 Aufsichtsrat der Easy Software AG in Mülheim an der Ruhr, von 2012  bis 2019 Aufsichtsratsvorsitzender der W3L AG in Dortmund und von Juni 2013 bis Juli 2015 im Aufsichtsrat der IHK-GfI in Dortmund. Nach einer Prüfung bei der Deutschen Börse AG ist er seit 2013 zertifizierter Aufsichtsrat.
Balzert ist mit der Informatik-Professorin Heide Balzert verheiratet.
2021 gründete Balzert zusammen mit seiner Frau die gemeinnützige Prof. Balzert-Stiftung. Jährlich wird zusammen mit der Gesellschaft für Informatik e. V. der Helmut und Heide Balzert-Preis für digitale Didaktik der Informatik vergeben, der mit 10.000 € dotiert ist. Der 1. Preisträger war 2022 Dr. Stefan Seegerer für seine multimedialen, interaktiven  Informatikmodule digi4all. Der 2. Preisträger war 2023 Dr. Ralf Engelschall für die multimediale Didaktik seiner Online-Live-Vorlesung Software Engineering. Um die Verbreitung von didaktisch gelungenen Lehrbüchern zu fördern, stellt die Stiftung  über die Digital Library der Gesellschaft für Informatik e. V. (www.dl.gi.de) Lehrbücher zum kostenlosen Herunterladen unter der Creative Commons Lizenz zur Verfügung. Im Bereich der Kultur vergibt die Stiftung außerdem zusammen mit den Ballettfreunden Dortmund e. V. alle 2 Jahre einen Preis in Höhe von 20.000 € für analog-digitale Ballettchoreografie. Der 1. Preisträger war 2023 der Intendant des Balletts Dortmund, Xin Peng Wang, für sein Ballett „Morph it“.

## Forschungsgebiete
Balzert befasste sich bereits während seiner Industrietätigkeit mit der Automatisierung von Software-Entwicklungstätigkeiten. In seiner Habilitation entwarf er ein Konzept zur automatischen Generierung von Benutzungsoberflächen. An seinem Lehrstuhl entstand daraus das JANUS-System, das es ermöglicht, aus UML-Modellen lauffähige Standardsysteme für den kaufmännisch-administrativen Bereich zu generieren. Es stellt einen Vorläufer des modellgetriebene-Architektur-Konzepts (MDA) der Object Management Group (OMG) dar. Aus diesen Forschungsarbeiten heraus entstand als Ausgründung aus dem Lehrstuhl die Firma otris software AG in Dortmund.
Weitere Forschungsarbeiten befassten sich mit der Klassifizierung und Strukturierung des Gebiets der Softwaretechnik. Daraus entstand das weit verbreitete dreibändige Lehrbuch der Softwaretechnik.
Arbeiten zur Didaktik der Informatik führten unter Einsatz des „JANUS-Systems“ zur Entwicklung der E-Learning-Plattform W3L, die sich durch einen Single-Source-Publishing-Ansatz auszeichnet. Aus Online-Kursen können vollautomatisch Bücher generiert werden.
Für die E-Learning-Plattform W3L hat Balzert zwei Online-Bachelor-Studiengänge „Web- und Medieninformatik“ sowie „Wirtschaftsinformatik“ konzipiert und realisiert.
Seine didaktischen Erfahrungen hat Balzert in dem Buch Wie schreibt man … erfolgreiche Lehrbücher und E-Learning-Kurse? zusammengefasst.

## Publikationen (Auswahl)

### Bücher
- Lehrbuch der Softwaretechnik. Basiskonzepte und Requirements Engineering 3. Auflage. Springer-Verlag, 2009
- Lehrbuch der Softwaretechnik. Entwurf, Implementierung, Installation und Betrieb 3. Auflage, Springer-Verlag, 2011
- Lehrbuch der Softwaretechnik. Softwaremanagement 2. Auflage, Springer-Verlag, 2008
- Lehrbuch Grundlagen der Informatik. 2. Auflage. Elsevier-Verlag, 2005
- HTML5, XHTML & CSS – Websites systematisch & barrierefrei entwickeln. 2. Auflage, W3L-Verlag, 2011 (plus Online-Kurs) (zusammen mit Sandra Krüger)
- Java: Der Einstieg in die Programmierung – Strukturiert und prozedural programmieren. 4. Auflage, W3L-Verlag, 2013 (plus Online-Kurs)
- Java: Objektorientiert programmieren – Vom objektorientierten Analysemodell bis zum objektorientierten Programm 3. Auflage, W3L-Verlag, 2014 (plus Online-Kurs)
- Java: Anwendungen programmieren – Von der GUI-Programmierung bis zur Datenbank-Anbindung. 3. Auflage, W3L-Verlag, 2014 (plus Online-Kurs) (zusammen mit Jürgen Priemer)
- Wissenschaftliches Arbeiten – Ethik, Inhalt & Form wiss. Arbeiten, Handwerkszeug, Quellen, Projektmanagement, Präsentation. 2. Auflage, W3L-Verlag, 2011 (plus Online-Kurs) (zusammen mit Marion Schröder und Christian Schäfer)
- Wie schreibt man … erfolgreiche Lehrbücher und E-Learning-Kurse? Eine pragmatische, empirisch gestützte Didaktik, 1. Auflage, W3L-Verlag, 2016 (plus Online-Kurs)

### Artikel
- Allgemeine Prinzipien des Software Engineering. In: Angewandte Informatik. 1/85, S. 1–8
- Phasenspezifische Prinzipien des Software Engineering. In: Angewandte Informatik. 3/85, S. 101–110
- A blackboard architecture to realize adaptive human-computer interfaces and application systems. In: Proceedings Second International Conference on Human-Computer-Interaction. Honolulu, August 1987
- Der JANUS-Dialogexperte: Vom Fachkonzept zur Dialogstruktur. In: Softwaretechnik-Trends. August 1993, S. 62–72 (Proceedings der GI-Fachtagung Softwaretechnik 93 in Dortmund)
- Das JANUS-System: Automatisierte, wissensbasierte Generierung von Mensch-Computer-Schnittstellen. In: Informatik-Forschung und Entwicklung. Springer-Verlag, Heidelberg 9/1994, S. 22–35
- Vom Programmieren zum Generieren – Auf dem Weg zur automatisierten Anwendungsentwicklung. In: Proceedings GI-Fachtagung Softwaretechnik 95. Braunschweig, S. 126–135 (zusammen mit F. Hofmann und C. Niemann)
- Die E-Learning-Plattform W3L – Anforderungen, Didaktik, Ergonomie, Architektur, Entwicklung, Einsatz. In: Wirtschaftsinformatik. 2/46/2004, S. 129–138 (zusammen mit Heide Balzert und Olaf Zwintzscher)
- Lernen im Medienverbund – Die W3L-Lernplattform. In: LOG IN. 127/2004 (zusammen mit Heide Balzert und Olaf Zwintzscher)
- Evaluation von E-Learning-Kursen aus Benutzersicht – Bezugsrahmen und beispielhafte Anwendung. In: Wirtschaftsinformatik. 1/47/2005, S. 69–80